# Точилени (Ботошани)
Точилени (рум. Tocileni) насеље је у Румунији у округу Ботошани у општини Стаучени. Oпштина се налази на надморској висини од 132 m.

## Становништво
Према подацима из 2002. године у насељу је живело 1140 становника, од којих су сви румунске националности.